# Мирошников, Владимир Евгеньевич
 Владимир Евгеньевич Мирошников  – мастер спорта России международного класса по кудо. Победитель Первенства мира по кудо (2014 г.), чемпион мира 2018 года в категории 230 ед., двукратный чемпион России по кудо (2017,2018 г.г.), победитель кубка России по кудо (2016 г.), серебряный призёр Кубка России на призы губернатора Калининградской области (2022 г.). Представляет спортивный Клуб СК «Атлант» г. Ростов-на Дону.

## Биография
Отец - Мирошников Евгений Валерьевич. Кандидат медицинский наук, главный тренер спортивного клуба кудо "Атлант", старший тренер отделения Кудо ДЮСША 6 Ростов-на-Дону. Мать – Мирошникова Эльмира Мансуровна. Заведующая вторым гинекологическим отделением городской больницы №8 Ростова-на-Дону.
2003-2014 г.г. - учёба в лицее № 20 г. Ростова-на-Дону.
2014-2018 г.г. - учёба в академии физической культуры и спорта при ЮФУ (бакалавриат).
2019-2021 г.г. - магистратура по направлению менеджмент РГЭУ(РИНХ).

## Спортивная карьера
Начал заниматься кудо в возрасте шести лет. Первым тренером в ДЮСША №6 был Владимир Шматко. Позднее Дмитрий Чистяков, под руководством которого дважды становился победителем Первенства России. Тренером является его отец
2012 год - победитель Первенства России в категории до 200 ед.
2014 год - на первой всемирном юношеском чемпионате по кудо в Токио в коэффициенте 220 единиц одержал победу над японским спортсменом по единогласному решению судей..
2015 г. - победитель на Всероссийском турнире по КУДО на призы двукратного чемпиона мира Эдгара Коляна в категории 230 ед. Победитель на 17-й межрегиональном турнире по кудо на призы клуба «Золотой медведь» в категория 230 ед.
Май 2016 год - золотой призер Кубка России на 9-м чемпионате Кубка России по кудо в категория 230 ед.
2017 год - чемпион России по кудо. Чемпионат России по кудо. г. Москва. Провел четыре боя, два из которых завершил досрочно с убедительной победой.
2018 год -победитель на пятом чемпионате мира по кудо, проходившим в  Японии, г. Нагоя с 1 по 2 декабря. Выступал в составе сборной России в категории до 230 единиц. В финальном поединке одержал победу над членом японской сборной Накамура Томохиро.
В общем зачёте провел четыре боя, три из которых с хозяевами чемпионата.
Сентябрь 2022 г. - завоевал серебряную медаль в Кубке России на призы губернатора Калининградской области в категории до 230 ед..